# Dichocarpum adiantifolium
Dichocarpum adiantifolium är en ranunkelväxtart som först beskrevs av Joseph Dalton Hooker och Thomson, och fick sitt nu gällande namn av Wen Tsai Wang och P.K. Hsiao. Dichocarpum adiantifolium ingår i släktet Dichocarpum och familjen ranunkelväxter. Inga underarter finns listade i Catalogue of Life.